# Alessandra Bencini
Alessandra Bencini (Firenze, 5 febbraio 1969) è una politica italiana, senatrice della Repubblica durante la XVII legislatura della Repubblica Italiana eletta poi espulsa dal Movimento 5 Stelle.

## Biografia

### Elezione a senatrice
Alle elezioni politiche del 2013 viene candidata al Senato della Repubblica, tra le liste del Movimento 5 Stelle (M5S) nella circoscrizione Toscana come seconda classificata, venendo eletta senatrice. Nella XVII legislatura della Repubblica è stata componente della 11ª Commissione Lavoro e Previdenza Sociale, del Comitato parlamentare per i procedimenti di accusa, della Commissione parlamentare d'inchiesta sul rapimento e sulla morte di Aldo Moro e, brevemente, della 2ª Commissione Giustizia.
A seguito delle sue dimissioni dal Senato insieme a quattro colleghi: Maurizio Romani, Maria Mussini, Laura Bignami e Monica Casaletto, avvenute per solidarietà con i colleghi espulsi, viene a sua volta espulsa dal Movimento 5 Stelle.
Aderisce, insieme alla senatrice Monica Casaletto, alla componente del gruppo misto "Italia Lavori in Corso" (ILIC) dei 4 senatori espulsi (Lorenzo Battista, Fabrizio Bocchino, Francesco Campanella oltre l'ex GAPP ed ex M5S Paola De Pin) capeggiati da Luis Alberto Orellana e non al Movimento X (MX) dei colleghi senatori dimissionari. A novembre 2014, lascia con Orellana la componente per ritornare nel Misto, avvicinandosi alla maggioranza.
Successivamente alla sua espulsione, insieme ad altri parlamentari espulsi o fuoriusciti dal Movimento, ha proseguito nel versamento di metà dello stipendio e parte della diaria ad associazioni benefiche, così come imposto dal regolamento del gruppo parlamentare del M5S.

#### Esperienza con IdV
Il 16 luglio 2015, assieme al collega Maurizio Romani, anch'esso espulso dal Movimento 5 Stelle, durante una conferenza stampa alla Camera dei deputati ha annunciato la sua adesione all'Italia dei Valori.
Il 5 agosto 2015, infatti, Bencini e Romani hanno costituito al Senato la componente del gruppo misto "Italia dei Valori", a cui hanno poi aderito entrambi, entrando così nella maggioranza e votando tutti i provvedimenti del Governo Renzi.
Il 21 dicembre 2017 abbandona l'IdV, in contrasto con la scelta del partito di federarsi con Alternativa Popolare in vista delle imminenti elezioni politiche. Dichiarerà comunque il proprio appoggio alla coalizione di centro-sinistra, nella quale si colloca "Civica Popolare" (lista formata da AP, IdV e  Democrazia Solidale).

### Candidatura alla Camera
Alle elezioni politiche del 2018 viene candidata alla Camera dei deputati, tra le liste di +Europa nella medesima circoscrizione, ma senza essere eletta.